# Fotbal Club Metaloglobus București
Il Fotbal Club Metaloglobus București, meglio conosciuto come Metaloglobus București o semplicemente come Metaloglobus, è una società di calcio romena, con sede a Bucarest. Nella stagione 2025-2026 milita in Liga I.

## Storia

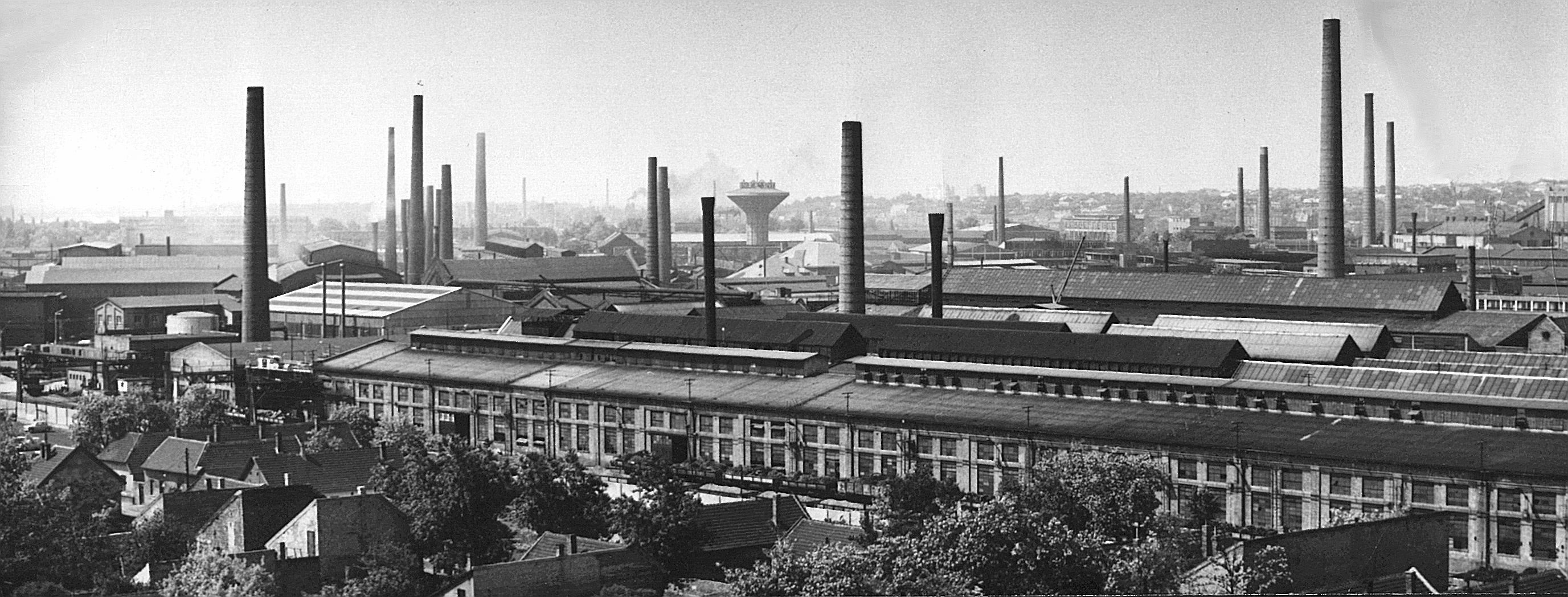
L'area industriale della ditta nel 1901, sull'isola di Csepel

La squadra venne fondato nel 1923 come rappresentativa calcistica dell'azienda siderurgica Weiss Manfréd Acél- és Fémművek.
La squadra è rimasta sempre legata all'azienda, anche dopo la sua nazionalizzazione nel 1950, ed ha militato lungamente nelle divisioni inferiori rumene. La squadra ha subito una spinta quando la fabbrica venne privatizzata e acquisita dal siriano Imad Kassas. Rapidamente la squadra salì la china, vincendo il girone 2 della Liga III 2016-2017 e ottenendo la promozione nella serie cadetta romena per la prima volta.
Il 1° giugno 2025, battendo nella gara di ritorno degli spareggi salvezza/promozione della Liga I 2024-2025 il Politehnica Iași, ha ottenuto per la prima volta la promozione nella massima serie romena.